# بيلي لورانس
بيلي لورانس (بالإنجليزية: Billy Lawrence)‏ هي مغنية ومغنية مؤلفة ومنتجة أسطوانات أمريكية، ولدت في 3 مايو 1972 في بوكا راتون في الولايات المتحدة.

## وصلات خارجية
- بيلي لورانس على موقع ميوزك برينز (الإنجليزية)
- بيلي لورانس على موقع ديسكوغز (الإنجليزية)